# Mjøndalen IF Fotball
Maillots
Dernière mise à jour : 30 novembre 2024.
Le Mjøndalen IF est un club norvégien de football basé à Nedre Eiker.

## Historique
- 1910 : fondation du club
- 1969 : 1re participation à une Coupe d'Europe (C2, saison 1969/70)
- 2014 : remontée en Tippeligaen (redescente après une saison)

## Bilan européen

### Palmarès
- Coupe de Norvège
  - Vainqueur : 1933, 1934, 1937
  - Finaliste : 1924, 1931, 1936, 1938, 1968

### Bilan européen
Note : dans les résultats ci-dessous, le score du club est toujours donné en premier.
| Saison    | Compétition      | Tour         | Club          | Domicile | Extérieur | Total  |
| --------- | ---------------- | ------------ | ------------- | -------- | --------- | ------ |
| 1969-1970 | Coupe des coupes | Premier tour | Cardiff City  | 1 - 7    | 1 - 5     | 2 - 12 |
| 1977-1978 | Coupe UEFA       | Premier tour | Bayern Munich | 0 - 8    | 0 - 4     | 0 - 12 |
| 1987-1988 | Coupe UEFA       | Premier tour | Werder Brême  | 0 - 5    | 1 - 0     | 1 - 5  |

Légende
- Victoire ou qualification pour le tour suivant.
- Match nul.
- Défaite ou élimination de la compétition.

## Historique du logo

Ancien logo
Logo actuel